# Gaetano Sciolari
Angelo Gaetano Sciolari (* 1927; † 1994) war ein italienischer Industriedesigner, der mit seinen in der Mitte des 20. Jahrhunderts entstandenen Beleuchtungskörpern bekannt wurde. Sciolari stammte aus einer Familie, die seit 1892 Leuchten herstellte. Er begann in den 1950er Jahren mit einem Entwurf für den italienischen Hersteller Stilnovo, für den er seine bekanntesten Entwürfe – eine Serie von Kron- und Wandleuchten – schuf, die sowohl aus glänzenden als auch aus matten Metallen gefertigt waren und futuristische Visionen des beginnenden Weltraumzeitalters zeigten. Seine Arbeiten werden dem Stil des Mid-century modern zugeordnet.

## Leben
Nach dem Abschluss seines Architekturstudiums begann Sciolari zunächst eine Ausbildung zum Filmregisseur, bis er 22-jährig nach dem vorzeitigen Tod seines Vaters 1949 das Familienunternehmen übernahm. Innerhalb weniger Jahre baute er das Unternehmen stark aus und gewann 1954 einen internationalen Licht- und Designwettbewerb. Sciolaris erste Entwürfe waren vom Atomsymbol inspirierte Hängeleuchten, die sich in den 1960er Jahren zu Kronleuchterformen wie der Kollektion Ovali weiterentwickelten, die kantig und futuristisch ausgelegt waren, mit klaren Linien und skulpturartig ausgebildeten Leuchtkörpern aus Materialien wie Kristallglas oder Eisglas. Er kontrastierte diese Glassatinierungen mit hochglanzpoliertem Metall, wobei er auch Messing mit Chrom kombinierte. In seinem Werk war Sciolari von Strömungen wie Kubismus, Dekonstruktivismus und Minimalismus beeinflusst, seine Arbeiten waren anspruchsvoll, skulptural und voll futuristischer Interpretation. Sein Unternehmen war in Mailand und Rom ansässig.
Zu den Herstellern und Vertreibern von Entwürfen Sciolaris gehörten Stilnovo (Mailand), Boulanger (Belgien), Stilkronen (Deutschland), Lightolier and Progress Lighting (Vereinigte Staaten), Lyfa (Dänemark), Helestra und Leola (beide Deutschland).
Sciolari war 1958 Gründer und erster Präsident der Handelsvereinigung der italienischen Hersteller von Beleuchtungskörpern Associazione Italiana di Illuminazione.

## Werke (Auswahl)
Arbeiten Sciolaris trugen Titel wie
- Molecular Chandelier, Stilnovo, 1955
- Sculpture
- Geometric series
- Habitat series
- Scultura & Futura
- Club
- Futura
- Cubic
- Ovali

## In Film und Fernsehen
In den 1970er Jahren kam ein Paar kubischer Kronleuchter Sciolaris in der futuristischen Szenerie der britischen Science-Fiction-Fernsehserie Mondbasis Alpha 1 zum Einsatz. Seine Leuchten waren zudem in dem Film James Bond 007 – Leben und sterben lassen von 1973 zu sehen. 1983 dekorierte eine seiner Leuchten Szenen in einer Episode der Fernsehserie Dallas. In dem britischen Gangster-Thriller Layer Cake aus dem Jahr 2004 wurde ein kubischer Kronleuchter von Sciolari als Requisite verwendet.